# Gloria Bayardo
Gloria Bayardo (Chacabuco, Buenos Aires, 1893 - ibídem, 1970) fue una gran primera actriz, música, organista y declamadora argentina de la época de oro cinematográfica.

## Biografía
Fue la madre de la también actriz María José "Malena" Mendizábal, y abuela del recordado Fernando Peña, a quien impulsó a seguir su carrera actoral, y de Federico Peña, un músico. Su otra hija Cruz Calvo Mendizábal, se suicidó de un disparo en la cabeza siendo aún muy joven en 1973.

## Carrera
Fue una versátil actriz que generalmente interpretó papeles cómicos y melodramáticos en la época de mayor esplendor del cine argentino.
Estudió el arte de la declamación con su entonces maestro Alemany Wally (con quien posteriormente formaría un matrimonio), junto a notables recitadores como Mony Hermelo, Blanca de la Vega y Wally Zenner.
Debutó en el Teatro Florida el 10 de marzo de 1921 como dama joven, en la obra Mister Anderson con la compañía Manuel Díaz de la Haza. Luego fue primera actriz del Teatro Apolo en 1925, con un elenco formado por Benita Puértolas, Leonor Rinaldi, Tito Lusiardo, Vicente Forastieri y Héctor Coire.
Entre el 23 y 26 de abril de 1928 formó parte de la Compañía Cómico- Dramática de Ricardo Calvo Agosti, en el Teatro Principal junto con Ángeles Bermejo, María Bermúdez, Pepita Calvo Velázquez, Consuelo Guerrero de Luna y Encarnación Lara.
Trabajó con primerísimas figuras de la escena como Narciso Ibáñez Menta, Sabina Olmos, Jorge de la Riestra, Lydia Lamaison, Juan Bono,  Susana Campos, Josefina Díaz, Inés Moreno y Antonia Herrero, entre muchos otros.
Fue autora de los libros Cien poemas escogidos (1927) y Kikiriki (1941) junto con Alfonso Zaniolo. Llegó a ser una famosa recitadora de los años 1920 y 1930 de la altura de la escritora y novelista Alfonsina Storni y la actriz Berta Singerman. También dirigió compañías propias de teatro y radio.
En la década de 1940 se dedicó a la docencia preparando a actores y actrices para teatro, cine y radio. Además de ser por muchos años profesora de piano.
En su carrera como reclamadora y recitadora formó el dúo Gloria Bayardo y Alemany Villa con el que hizo varios recitales en el interior del país en la década de 1920. el cantor de tangos y poeta Lito Bayardo, eligió ese seudónimo al verla en una de esas funciones. Animó más de cien poemas no solo en su país natal sino también en el exterior como Brasil, Portugal y España (donde triunfó exitosamente en  teatros como El de la Comedia). Fue la "Intérprete emocionada" de Paul Valery. En su país brilló en el Teatro Smart.
En su trayecto por Madrid recitó poemas de prolíficos autores como Rubén Darío, Eduardo Marquina, Amado Nervo, Emilio Carrére, Antonio Machado y Manuel Machado, Alberto Gbiraldo, Gabriel Juan Ramón Jiménez, José Asunción Libra, Gabriela Mistral, Miguel de Unamuno, Enrique de Mesa, Alfonsina Storni y Francisco Villaespesa. Junto al poeta español Vicente Ramíres leyeron unas poesías en un homenaje que se le hizo a los Quintero. También participó del homenaje a la actriz española Carmen Amaya, acompañando a María del Carmen Vivó y Miguel de Molina.
Según se dijo de ella en un texto escrito por el español Cristóbal del Castro:

"Gloria Bayardo es una continuadora, no distinta del poeta, no expresa, sino crea las estrofas. Diríase que van surgiendo de ella misma, ideadas por su fantasía, rimadas por su numen personal".

## Filmografía
- 1939: El viejo doctor
- 1940: Héroes sin fama
- 1940: El haragán de la familia
- 1941: Canción de cuna
- 1942: El tercer beso
- 1943: Un atardecer de amor
- 1946: Celos como la Madre de Luisa
- 1954: Un hombre cualquiera como Doña Elena
- 1954: El calavera
- 1955: El hombre que debía una muerte como la Directora
- 1956: Después del silencio como la Directora de escuela

## Radio
En radio se sabe que en 1940 estrenó con su compañía su leyenda Aymara, La Kantutas, en la estación L. S. 1, Radio Municipal de Buenos Aires. En Radio Belgrano recitó exitosamente La muerte del gaucho.

## Teatro
En Teatro compartió escena junto a grandes actores cómicos como Pepe Arias. Se destacó en las obras:
- Mister Anderson (1921)
- Flor de durazno (1921)
- El rosal de las ruinas (1922), de Belisario Roldán.
- Los penitentes (1922), de Martínez Payva.
- La mujer fuerte (1922), de Iglesias Paz.
- El vértigo (1923), de Charles Meré.
- El alma desnuda (1924), de Rodríguez Acasuso.
- La mujer de bronce (1925)
- Los visionarios (1925)
- El gavilán (1925)
- La campana de alarma (1925)
- Canción de primavera
- Carne de vicio (1926), con José Casamayor.
- Diálogos de Carmelitas (1956)
- Los milagros del Padre Liborio (1959), estrenado en el Teatro Marconi, con la Compañía de Tomás Simari.
- Canción de primavera
- Barranca abajo
- El segundo amor
- La bailarina desnuda

## Vida privada
Estuvo casada con el actor y recitador José Lorenzo Alemany Villa (1877-1931) con quien tuvo a sus dos hijas.
Según supo comentar Fernando Peña en su libro A que no te animás a leerlo, la primera actriz Gloria Bayardo mantuvo un romance clandestino con un sujeto de apellido Sorensen un trabajador del gobierno.